# Chotča
Chotča é um município da Eslováquia, situado no distrito de Stropkov, na região de Prešov. Tem 10,59 km² de área e sua população em 2018 foi estimada em 633 habitantes.

## Demografia
| Ano:        | 1994 | 2004   | 2014   | 2024    |
| ----------- | ---- | ------ | ------ | ------- |
| Broj ljudi: | 529  | 569    | 590    | 652     |
| Razlika:    |      | +7,56% | +3,69% | +10,50% |

| Ano:               | 2023 | 2024 |
| ------------------ | ---- | ---- |
| Número de pessoas: | 652  | 652  |
| Diferença:         |      | +0%  |